# Schachweltmeisterschaft 2023
Die Schachweltmeisterschaft 2023 war der 49. Wettkampf in der Geschichte der Schachweltmeisterschaften. Er wurde zwischen dem unter der neutralen Flagge der FIDE spielenden Russen Jan Nepomnjaschtschi und dem Chinesen Ding Liren – somit dem Sieger und dem Zweitplatzierten des Kandidatenturniers 2022 – vom 7. bis zum 30. April 2023 in Astana, Kasachstan ausgetragen. Der Wettkampf umfasste 14 Langpartien und vier Tie-Break-Partien mit kürzerer Bedenkzeit. Ding Liren konnte in der letzten Partie des Tie-Breaks das Spiel für sich entscheiden und wurde damit als erster Chinese Schachweltmeister.
Zunächst sollte der Wettkampf zwischen dem amtierenden Schachweltmeister, Magnus Carlsen, und dem Sieger des Kandidatenturniers ausgefochten werden. Carlsen verzichtete aber auf die Titelverteidigung.
Für Nepomnjaschtschi war dies der zweite Weltmeisterschaftskampf. Bei der vorhergehenden Schachweltmeisterschaft 2021 war er gegen Carlsen angetreten, hatte jedoch deutlich verloren. Für Ding war es die erste Teilnahme an einer Weltmeisterschaft.

## Kandidatenturnier
| Platz | Spieler              | Punkte |
| ----- | -------------------- | ------ |
| 1     | Jan Nepomnjaschtschi | 9½     |
| 2     | Ding Liren           | 8      |
| 3     | Teymur Rəcəbov       | 7½     |
| 4     | Hikaru Nakamura      | 7½     |
| 5     | Fabiano Caruana      | 6½     |
| 6     | Alireza Firouzja     | 6      |
| 7     | Jan-Krzysztof Duda   | 5½     |
| 8     | Richárd Rapport      | 5½     |

Nepomnjaschtschi war als unterlegener Herausforderer der Schachweltmeisterschaft 2021 (in Folge seines Sieges im vorherigen Kandidatenturnier Jekaterinburg 2020) automatisch gesetzt. Die meisten anderen Teilnehmer qualifizierten sich durch Top-Platzierungen in großen FIDE-Turnieren und Turnierserien wie dem Schach-Weltpokal 2021, dem FIDE Grand Swiss Tournament 2021 und dem FIDE Grand Prix 2022. Ding rückte erst aufgrund seiner Position in der Elo-Weltrangliste nach, als der an sich qualifizierte Sergei Karjakin wegen seiner Unterstützung für den von Russland geführten Krieg gegen die Ukraine von der FIDE gesperrt wurde.
Im Turnier übernahm Nepomnjaschtschi schon in Runde 1 mit einem Schwarzsieg ausgerechnet gegen Ding die (vorerst geteilte) Führung, die er schließlich ungeschlagen zum souveränen Turniersieg mit 9,5 aus 14 Punkten ausbaute. Ding konnte nach für ihn wechselvollem Verlauf erst in der letzten Runde mit einem Sieg über den zu diesem Zeitpunkt zweitplatzierten Hikaru Nakamura den zweiten Platz sicherstellen. Dies hätte unter normalen Umständen eher geringe Relevanz gehabt, bedeutete aber durch den in der Luft liegenden – und später bestätigten – Rückzug des Weltmeisters Magnus Carlsen, dass Ding nun um die Weltmeisterschaft spielen konnte.

## Carlsens Rückzug
Der seit der Schachweltmeisterschaft 2013 amtierende Weltmeister Magnus Carlsen verteidigte seinen Titel viermal – in der Weltmeisterschaft 2014 gegen seinen Vorgänger Viswanathan Anand, 2016 gegen Sergei Karjakin, 2018 gegen Fabiano Caruana und zuletzt 2021 gegen Nepomnjaschtschi. Schon kurz nach diesem letzten Match gab Carlsen zu verstehen, dass er seinen Titel wegen fehlender Motivation in Zukunft wahrscheinlich nicht mehr verteidigen werde. Nach dem Kandidatenturnier bestätigte Carlsen diese Aussage am 20. Juli 2022 endgültig. Er behielt seinen Titel, bis der neue Weltmeister gekrönt wurde.
Die FIDE-Regularien für die Weltmeisterschaft besagen: „2.2. Falls der Weltmeister oder sein Herausforderer zurückzieht – egal aus welchen Gründen – soll er durch den Zweitplatzierten des Kandidatenturniers ersetzt werden.“ Davon profitierte Ding Liren.
Die Weltmeisterschaft 2023 ist einer der in der Schachgeschichte seltenen Fälle mit Rückzug des Titelverteidigers und die erste unumstrittene Schachweltmeisterschaft, die in Folge ohne dessen Beteiligung zwischen Kandidaten ausgetragen wird. Im Jahr 1920 übertrug Emanuel Lasker seinen Weltmeistertitel zunächst kampflos an José Raúl Capablanca. Da die beiden aber auf Verlangen der Schachwelt trotzdem die Schachweltmeisterschaft 1921 zum Siege Capablancas austrugen, war dieser Rücktritt praktisch bedeutungslos. Die Schachweltmeisterschaft 1948 wurde in Nachfolge und ohne Beteiligung des zwei Jahre zuvor verstorbenen Weltmeisters Alexander Aljechin ausgetragen. Die Schachweltmeisterschaft 1975 wurde nicht gespielt, da die FIDE nach dem Rücktritt des Weltmeisters Bobby Fischer seinen Herausforderer Anatoli Karpow zum Weltmeister erklärte. Vor der Schachweltmeisterschaft 1993 überwarfen sich Weltmeister Garri Kasparow und sein Herausforderer Nigel Short mit der FIDE, wurden abgesetzt und trugen die Weltmeisterschaft auf eigene Faust aus. Dafür spielten die Nachrücker Jan Timman und Karpow die parallele FIDE-Weltmeisterschaft 1993, die Karpow gewann; wie auch die folgenden FIDE-Weltmeisterschaften fand diese aber wenig Anerkennung in der Schachwelt. Zur FIDE-Weltmeisterschaft 1999 trat Titelverteidiger Karpow nicht an, weil er ohne Privilegien als einer von 100 Teilnehmern hätte spielen müssen; Alexander Chalifman gewann. Auch zur FIDE-Weltmeisterschaft 2004 mit über 120 Teilnehmern trat der Titelverteidiger, Ruslan Ponomarjow, nicht an.
Magnus Carlsen führt auch nach der Schachweltmeisterschaft 2023 die Weltrangliste an. Es ist in der Geschichte des Schachs jedoch nicht ungewöhnlich, dass der Weltmeistertitel nicht vom Weltranglistenersten getragen wird. Beispielsweise blieb Garri Kasparow noch lange Zeit an der Spitze der Rangliste, nachdem er bereits im Jahr 2000 seinen Weltmeistertitel an Wladimir Kramnik verloren hatte. Wesselin Topalow war im Zeitraum zwischen 2006 und 2009 mehrmals Ranglistenerster, aber nie klassischer Weltmeister.

## Reglement
Die Hauptphase des Weltmeisterschaftswettkampfes ging über 14 Schachpartien mit langer Bedenkzeit: 120 Minuten für die ersten 40 Züge, + 60 Minuten für die folgenden 20 Züge und + 15 Minuten für den Rest der Partie bei einem Inkrement von 30 Sekunden pro Zug ab Zug Nummer 61. Remis-Angebote waren erst nach dem 40. Zug erlaubt. Vor Beginn des Wettkampfs wurde im Rahmen der Eröffnungsfeier ausgelost, dass Jan Nepomnjaschtschi in der ersten und allen weiteren ungeraden Partien die weißen Steine führte. Für einen Sieg gab es wie üblich einen Punkt, bei einem Unentschieden erhielt jeder Spieler 0,5 Punkte. Der Spieler, der zuerst 7,5 Punkte erreichte, hätte die Weltmeisterschaft gewonnen.
Für den – tatsächlich eingetretenen – Fall eines unentschiedenen Standes von 7 : 7 nach 14 Partien wurde ein Tie-Break angesetzt. Dieser bestand zunächst aus vier Schnellschachpartien mit einer Bedenkzeit von 25 Minuten + 10 Sekunden Inkrement pro Zug. Wäre auch dann noch keine Entscheidung festgestanden, wäre ein weiterer Tie-Break aus zwei Blitzpartien gespielt worden (5 Minuten + 3 Sekunden Inkrement pro Zug), bei Bedarf zwei weitere Blitzpartien. Wenn der Punktestand auch dann noch unentschieden gewesen wäre, wäre die Entscheidung in noch kürzeren Blitzpartien gefallen (3 Minuten + 2 Sekunden Inkrement pro Zug), mit der ersten entschiedenen Partie. Vor jedem dieser Tie-Break-Stadien war eine neue Auslosung festgeschrieben, wer Weiß in der ersten Partie erhält.
Hauptschiedsrichter war Nebojša Baralić aus Serbien.

## Sekundanten
Richárd Rapport war als Sekundant von Ding vor Ort. Außerdem erhielt er Hilfe von Jahongir Vakhidov. Das Team von Nepomnjaschtschi bestand aus Ildar Chairullin, Nikita Witjugow und Maxim Matlakow. Zu Beginn der Vorbereitungsphase half ihm auch Wladimir Kramnik.

## Verlauf
Die Weltmeisterschaft begann mit einer Eröffnungsfeier, gefolgt von einem Medientag. Anschließend wurde jeweils um 15 Uhr Ortszeit (= 11 Uhr Mitteleuropäische Sommerzeit) eine Turnierpartie pro Tag gespielt, die erste am Ostersonntag, dem 9. April. Ungefähr jeden dritten Tag gab es einen Ruhetag, an dem nicht gespielt wurde. Da nach der 14. Partie noch kein Sieger feststand, folgte am 30. April der Tie-Break, ebenfalls um 15:00 Uhr Ortszeit. Die Abschlusszeremonie mit Siegerehrung wurde am Tag nach dem Tie-Break abgehalten. Daraus ergab sich eine Länge von 25 Tagen für die gesamte Veranstaltung.

### Verlaufstabelle Langpartien
| Nr.        | Datum (2023) 11:00 Uhr MEZ | Partieergebnis (Nepo. : Ding) | Eröffnung                                      | ECO- Schlüssel | Züge | Zwischenstand | Zwischenstand | Link   |
| Nr.        | Datum (2023) 11:00 Uhr MEZ | Partieergebnis (Nepo. : Ding) | Eröffnung                                      | ECO- Schlüssel | Züge | Nepo.         | Ding          | Link   |
| ---------- | -------------------------- | ----------------------------- | ---------------------------------------------- | -------------- | ---- | ------------- | ------------- | ------ |
| 01         | So., 9. Apr.               |  ½:½                          | Spanische Partie (verzögerte Abtauschvariante) | C85            | 49   | ½             | ½             | [ 10 ] |
| 02         | Mo., 10. Apr.              |  1:0                          | Angenommenes Damengambit                       | D27            | 29   | 1½            | ½             | [ 11 ] |
| 1. Ruhetag |                            |                               |                                                |                |      |               |               |        |
| 03         | Mi., 12. Apr.              |  ½:½                          | Abgelehntes Damengambit (Abtauschvariante)     | D35            | 30   | 2             | 1             | [ 12 ] |
| 04         | Do., 13. Apr.              |  0:1                          | Englische Eröffnung (Sizilianisch im Anzuge)   | A28            | 47   | 2             | 2             | [ 13 ] |
| 2. Ruhetag |                            |                               |                                                |                |      |               |               |        |
| 05         | Sa., 15. Apr.              |  1:0                          | Spanische Partie (geschlossene Verteidigung)   | C84            | 48   | 3             | 2             | [ 14 ] |
| 06         | So., 16. Apr.              |  0:1                          | Londoner System                                | D02            | 44   | 3             | 3             | [ 15 ] |
| 3. Ruhetag |                            |                               |                                                |                |      |               |               |        |
| 07         | Di., 18. Apr.              |  1:0                          | Französische Verteidigung (Tarrasch-Variante)  | C07            | 37   | 4             | 3             | [ 16 ] |
| 4. Ruhetag |                            |                               |                                                |                |      |               |               |        |
| 08         | Do., 20. Apr.              |  ½:½                          | Nimzowitsch-Indisch (Sämisch-System)           | E28            | 45   | 4½            | 3½            | [ 17 ] |
| 09         | Fr., 21. Apr.              |  ½:½                          | Spanische Partie (Berliner Verteidigung)       | C65            | 82   | 5             | 4             | [ 18 ] |
| 5. Ruhetag |                            |                               |                                                |                |      |               |               |        |
| 10         | So., 23. Apr.              |  ½:½                          | Englische Eröffnung (Sizilianisch im Anzuge)   | A28            | 45   | 5½            | 4½            | [ 19 ] |
| 11         | Mo., 24. Apr.              |  ½:½                          | Spanische Partie (geschlossene Verteidigung)   | C84            | 39   | 6             | 5             | [ 20 ] |
| 6. Ruhetag |                            |                               |                                                |                |      |               |               |        |
| 12         | Mi., 26. Apr.              |  0:1                          | Colle-System                                   | D04            | 38   | 6             | 6             | [ 21 ] |
| 13         | Do., 27. Apr.              |  ½:½                          | Spanische Partie (geschlossene Verteidigung)   | C84            | 40   | 6½            | 6½            | [ 22 ] |
| 7. Ruhetag |                            |                               |                                                |                |      |               |               |        |
| 14         | Sa., 29. Apr.              |  ½:½                          | Nimzowitsch-Indische Verteidigung              | E46            | 90   | 7             | 7             | [ 23 ] |

### Verlaufstabelle Tie-Break
Die erste Partie des Tie-Breaks startete am 30. April ebenfalls um 11:00 MEZ.
| Nr. | Datum (2023)  | Partieergebnis (Nepo. : Ding) | Eröffnung                                                      | ECO- Schlüssel | Züge | Zwischenstand | Zwischenstand | Link   |
| Nr. | Datum (2023)  | Partieergebnis (Nepo. : Ding) | Eröffnung                                                      | ECO- Schlüssel | Züge | Nepo.         | Ding          | Link   |
| --- | ------------- | ----------------------------- | -------------------------------------------------------------- | -------------- | ---- | ------------- | ------------- | ------ |
| 01  | So., 30. Apr. |  ½:½                          | Damenbauernspiel (Symmetrische-Variante)                       | A45            | 35   | ½             | ½             | [ 25 ] |
| 02  | So., 30. Apr. |  ½:½                          | Spanische Partie (geschlossene Verteidigung)                   | C84            | 47   | 1             | 1             | [ 26 ] |
| 03  | So., 30. Apr. |  ½:½                          | Englische Eröffnung (Abgelehnte Neo-Katalanische Verteidigung) | A14            | 33   | 1½            | 1½            | [ 27 ] |
| 04  | So., 30. Apr. |  0:1                          | Spanische Partie (geschlossene Verteidigung)                   | C84            | 68   | 1½            | 2½            | [ 28 ] |

### Wettkampfgeschehen

#### Langpartien
Von Anfang an zeigte der Wettkampf einen sehr abwechslungsreichen Verlauf. Mit 6 entschiedenen Partien in den 14 Runden betrug die Quote an entschiedenen Partien 43 %, was für eine Weltmeisterschaft ausgesprochen hoch ist (Die letzte Weltmeisterschaft mit einer höheren Quote entschiedener Partien war der Wettkampf Kramnik–Topalow im Jahr 2006 und davor Karpow–Kortschnoi 1981). Während Nepomnjaschtschi mit Weiß ähnliche Eröffnungen aufs Brett brachte (was meist zur geschlossenen Verteidigung in der Spanischen Partie führte), probierte Ding sehr unterschiedliche Ideen aus, darunter auf höchstem Niveau eher selten angewandte Eröffnungen wie das Londoner System, das Colle-System oder (mit Schwarz) die Französische Verteidigung.
Nach einem Remis in der Eröffnungspartie errang Nepomnjaschtschi bereits in der zweiten Partie die Führung mit Schwarz. Ding hatte sich für eine sehr frühe Abweichung im abgelehnten Damengambit entschieden (4. h3!?), erlangte aber keinen Vorteil und wurde von Nepomnjaschtschi mit einem Bauernvorstoß am Damenflügel überspielt. Nachdem die dritte Partie remis geendet hatte, trug in den folgenden vier Partien jeweils der Weiß-Spieler den Sieg davon: Nach jedem Rückstand glich Ding sofort aus, wonach Nepomnjaschtschi erneut in Führung ging.
Besonders hervorzuheben sind die Partien 5 und 6, die als Glanzpartien kommentiert wurden. In Partie 5 kam Nepomnjaschtschi zum Königsangriff, den er trotz von Ding erreichten Damentausches zu einem unentrinnbaren Mattnetz im Endspiel ausbaute. In der 6. Runde bezwang Ding seinen Gegner seinerseits mit einem starken Königsangriff, der durch eine sehenswerte Mattkombination gekrönt wurde, als ein gegnerischer Bauer schon nahe der Grundreihe zur Umwandlung bereitstand.
In Partie 7 spielte Ding überraschend die Französische Verteidigung, die in Weltmeisterschaften somit zum ersten Mal seit ihrem Einsatz durch Viktor Kortschnoi bei der Schachweltmeisterschaft 1978 auf das Brett kam. Ding opferte die Qualität und erhielt in einer komplizierten Stellung leichten Vorteil, während beide Spieler in immer größere Zeitnot gerieten. Wenige Züge vor der Zeitkontrolle hielt Ding dem Druck nicht mehr stand: Er ließ fast die gesamte verbleibende Zeit verstreichen, bevor er durch Fehlzüge Material einstellte und aufgab.
Die 8. Partie stand auf Messers Schneide: Ding erkämpfte sich mehrmals Siegchancen, konnte aber keine davon nutzen und musste schließlich ins Remis einwilligen. Auch die folgenden drei Partien endeten unentschieden.
In der 12. Partie verpasste Nepomnjaschtschi eine mögliche Vorentscheidung. Stattdessen gelang Ding der abermalige Ausgleich. In einer Partie, in der beiden Seiten mehrere schwere Fehler unterliefen, hatte Nepomnjaschtschi meistens die Vorteile auf seiner Seite und stand zwischenzeitlich sogar auf Gewinn. Indem er aber seinen eigenen Angriff zu forcieren suchte, eröffnete er Ding Chancen zu einem Gegenangriff. In der entscheidenden Phase der Partie griff Nepomnjaschtschi fehl und musste sich wegen drohenden Matts wenig später geschlagen geben. Fabiano Caruana, der Vizeweltmeister von 2018, äußerte in der Live-Berichterstattung über die Partie die Vermutung, dass nicht schachliche, sondern ausschließlich psychologische Gründe für die Fehlerquote und den Ausgang der Partie verantwortlich seien.
In der 13. Partie versuchte Nepomnjaschtschi einen vorher noch nie auf Top-Niveau gespielten Zug (10. Le3), jedoch erreichte Ding in den folgenden Zügen stabilen Vorteil. Mit einer Ungenauigkeit im 23. Zug vergab er diesen wieder und sah sich zu einem Qualitätsopfer für einen Bauern gezwungen. Im Endspiel waren dann beide noch vor der Zeitkontrolle mit einem Remis durch Stellungswiederholung zufrieden. Auch die 14. Partie sah keinen Sieger. Zwar hatte Nepomnjaschtschi mit den schwarzen Steinen Vorteile im Mittelspiel, doch schaffte es Ding, die Partie in ein Turmendspiel abzuwickeln, das für Schwarz trotz eines Mehrbauern nicht zu gewinnen war. Mit 90 Zügen und über 7 Stunden Spielzeit war die letzte Partie mit klassischer Bedenkzeit zugleich die längste Partie des Wettkampfs. Beim Stand von 7 : 7 musste nun der Tie-Break am 30. April entscheiden.

#### Tie-Break
|   | a | b | c | d | e | f | g | h |   |
| 8 |   |   |   |   |   |   |   |   | 8 |
| 7 |   |   |   |   |   |   |   |   | 7 |
| 6 |   |   |   |   |   |   |   |   | 6 |
| 5 |   |   |   |   |   |   |   |   | 5 |
| 4 |   |   |   |   |   |   |   |   | 4 |
| 3 |   |   |   |   |   |   |   |   | 3 |
| 2 |   |   |   |   |   |   |   |   | 2 |
| 1 |   |   |   |   |   |   |   |   | 1 |
|   | a | b | c | d | e | f | g | h |   |

Die ersten drei Tie-Break-Partien endeten unentschieden. In der letzten Runde des Tie-Breaks stellte Nepomnjaschtschi mit Weiß in der Spanischen Partie seinen Königsläufer auf das Feld b1, wodurch er zwar eine vorteilhafte Bauernstruktur erhielt, aber Schwierigkeiten hatte, seine Figuren am Damenflügel zu entwickeln. Ding übernahm die Initiative, konnte sie aber nicht verwerten. Als Nepomnjaschtschi versuchte, ein Remis durch ein offenbar durch Ding kaum zu vermeidendes Dauerschach zu erreichen, entschloss sich Ding mit nur noch einer Minute auf der Uhr, weiter um den Sieg zu kämpfen und stellte zur Vermeidung des Dauerschachs seinen Turm in eine Fesselung durch die weiße Dame. Es gelang ihm, seine Freibauern vorzurücken, während Nepomnjaschtschi, der sich inzwischen auch in Zeitnot befand, nicht die richtigen Züge zur Verteidigung finden konnte. Schließlich gab der Russe auf und verlor somit nicht nur die 4. Partie des Tie-Breaks, sondern auch den ganzen Wettkampf.

## Folgen
Ding wurde der erste chinesische Schachweltmeister (bei Jugend- und Frauenweltmeisterschaften hatte es zuvor schon chinesische Titelträger gegeben).
Neben dem Titel gewann Ding auch 1,2 Millionen Euro Preisgeld, sein Gegner 800.000 Euro. Vor der Weltmeisterschaft belegten Ding und Nepomnjaschtschi die Plätze 2 und 3 der Weltrangliste mit sehr ähnlichen Wertzahlen (Ding 2788, Nepomnjaschtschi 2795). Da beide die gleiche Punktzahl aus den Langpartien holten, änderte sich an diesen Verhältnissen fast nichts: Ding gewann einen Elo-Punkt, Nepomnjaschtschi musste einen abgeben.
Zu den ersten Gratulanten gehörte der Ex-Weltmeister Magnus Carlsen, der via Twitter die Grußbotschaft „Selbstfesselung zur Unsterblichkeit“ schickte und sich dabei auf einen entscheidenden Zug der letzten Tie-Break-Partie bezog.
Vom 25. November bis zum 12. Dezember 2024 folgte die Schachweltmeisterschaft 2024, bei der Ding gegen D. Gukesh unterlag.